# اتل بنجامین
اتل ربکا بنجامین (انگلیسی: Ethel Benjamin ؛ ۱۹ ژانویه ۱۸۷۵ – ۱۴ اکتبر ۱۹۴۳) اولین وکیل زن در نیوزیلند بود. در ۱۷ سپتامبر ۱۸۹۷، او اولین زن در امپراتوری بریتانیا شد که به عنوان وکیل در دادگاه حضور یافت و از موکلش برای بازپس‌گیری بدهی دفاع کرد. دو ماه پس از کلارا برت مارتین از کانادا، او دومین زن در امپراتوری بریتانیا بود که به‌عنوان وکیل و مشاور حقوقی پذیرفته شد.

## اوایل زندگی
بنجامین در شهر دنیدن به دنیا آمد. پدر و مادرش لیزی مارک و هنری بنجامین بودند. لیزی و هنری در اواخر دهه ۱۸۶۰ از انگلستان مهاجرت کرده بودند. هری به یک کارگزار بورس در دنیدن تبدیل شد. این خانواده، یهودیان ارتدوکس بودند. اتل بنجامین بزرگ‌ترین فرزند در خانواده‌ای متشکل از پنج دختر و دو پسر بود. او از سال ۱۸۸۳ تا ۱۸۹۲ در دبیرستان دخترانه اتاگو تحصیل کرد. در طول این مدت، موفق به دریافت جایزه «ویکتوریا» به دلیل نظم، پشتکار و وقت‌شناسی شد و همچنین بورسیه تحصیلی برای دانش‌آموزان مقطع پایین‌تر را کسب کرد.

## حرفه حقوقی
در سال ۱۸۹۲، بنجامین موفق به کسب یک بورسیه دانشگاهی شد، و در سال ۱۸۹۳ در دانشگاه اتاگو برای دریافت مدرک لیسانس حقوق (LLB) ثبت‌نام کرد، بدون اینکه بداند آیا پس از اتمام تحصیلات قادر خواهد بود به وکالت بپردازد یا خیر:
| « | این حقیقت داشت که حرفه حقوق در آن زمان برای زنان در دسترس نبود و حق رأی نیز هنوز به آن‌ها اعطا نشده بود، اما من ایمان داشتم که مستعمره‌ای به این اندازه آزاداندیش مانند کشور ما، به زودی چنین موانع کاملاً مصنوعی را تحمل نخواهد کرد؛ بنابراین، با دلی سبک و پرامید به تحصیلاتم ادامه دادم، مطمئن از اینکه برای مدت طولانی از استفاده از هر مدرکی که ممکن است کسب کنم، بازنخواهم ماند. | » |

بنجامین در ژوئیه ۱۸۹۷ فارغ‌التحصیل شد و در دوره تحصیلی خود نمرات برجسته‌ای کسب کرد. قانون Female Law Practitioners Act در سال ۱۸۹۶ تصویب شد و در تاریخ ۱۰ مه ۱۸۹۷، او به‌عنوان وکیل و مشاور حقوقی دادگاه عالی نیوزیلند پذیرفته شد.
پس از فارغ‌التحصیلی، از بنجامین خواسته شد که به نمایندگی از همه فارغ‌التحصیلان سخنرانی کند. وی در آن سخنرانی گفته است:
| « | همین دیروز بود که از من خواسته شد این وظیفهٔ دلپذیر را بر عهده بگیرم، و در حالی که کاملاً از تحسین ابراز شده نسبت به خودم آگاه بودم، کمی در پذیرش این مسئولیت در چنین فرصت کوتاهی مردد بودم. اما می‌دانستم که انتظارات چندانی از من نخواهند داشت و حتی اگر موفق به بیان مطالب بی‌معنا شوم، حکم مهربانانه این خواهد بود که «خب، به هر حال، همین‌قدر ممکن بوده است». | » |

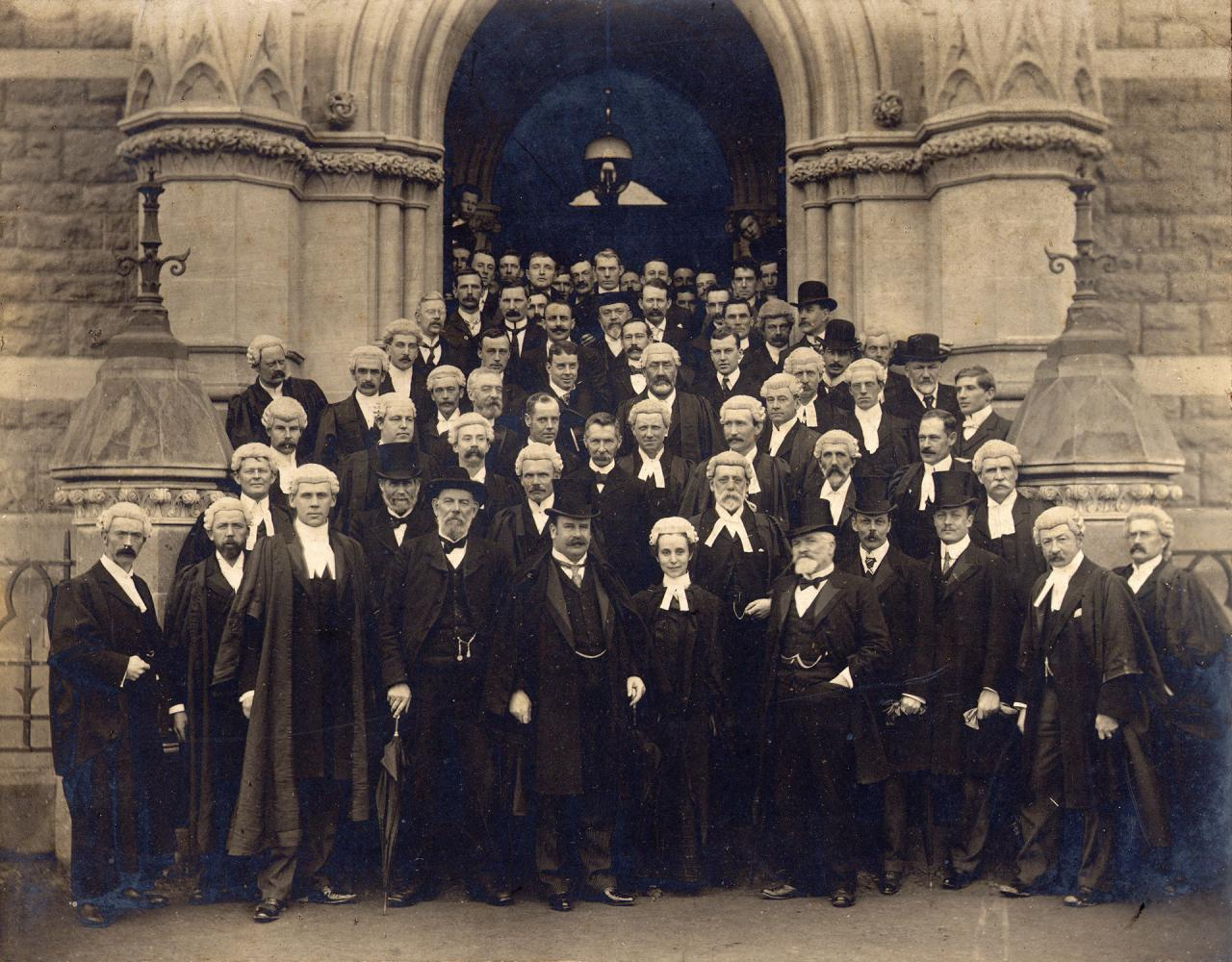
اتل بنجامین (ردیف جلو، وسط) در افتتاحیه دادگاه حقوقی دنیدن در سال ۱۹۰۲

با وجود برخورد نامطلوبی که در آن زمان از سوی انجمن حقوقی منطقه اوتاگو تجربه می‌کرد، از جمله محدودیت دسترسی به کتابخانه انجمن، او توانست یک دفتر وکالت موفق در خیابان پرینسز تأسیس و اداره کند و عمدتاً به‌عنوان مشاور حقوقی فعالیت داشت. پرونده‌های او شامل مواردی مانند سوءاستفاده از همسر، طلاق و فرزندخواندگی بود. توسعه دفتر خصوصی او آسان نبود. انجمن حقوقی شرایط را برای او دشوار کرد؛ برای مثال این‌که او را به مراسم رسمی نظیر ضیافت سالانه خود دعوت نمی‌کرد و سعی داشت او را ملزم به رعایت قوانین خاص پوشش کند. منابع اصلی موکلان او جامعه یهودیان و زنانی با منافع مالی بودند. او همچنین نماینده چندین هتل و انجمن‌های صاحبان میخانه‌ها در مسائل مربوط به ممنوعیت الکل بود - او یکی از معدود فمینیست‌های نیوزیلند در قرن نوزدهم بود که از اعتدال‌گرایی حمایت نمی‌کرد.
اتل بنجامین یکی از اعضای بنیان‌گذار شعبه دنیدن از انجمن نیوزیلند برای حمایت از زنان و کودکان (تأسیس‌شده در سال ۱۸۹۹) بود و به‌عنوان مشاور حقوقی افتخاری آن فعالیت می‌کرد.

## ازدواج و نقل مکان
در سال ۱۹۰۶، اتل بنجامین به شهر کرایست‌چرچ نقل مکان کرد و مدیریت یک رستوران در نمایشگاه بین‌المللی را بر عهده گرفت. در سال ۱۹۰۷، او با آلفرد مارک رالف دِ کاستا، یک کارگزار سهام از ولینگتون، ازدواج کرد و به همراه او به ولینگتون نقل مکان کرد. او به فعالیت در حرفه حقوقی خود ادامه داد و در دفتری که در کنار دفتر همسرش قرار داشت، کار می‌کرد. او همچنین فعالیت در حوزه سرمایه‌گذاری در املاک را شروع کرد. در سال ۱۹۰۸، خانواده دِ کاستا به انگلستان رفتند و در طول جنگ جهانی اول، اتل دِ کاستا مدیریت یک بانک در شفیلد را بر عهده داشت. او همچنین در یک شرکت حقوقی کار می‌کرد، اما تا زمانی که قانون رفع محرومیت‌های جنسیتی در سال ۱۹۱۹ تصویب شد، قادر به فعالیت کامل در حرفه وکالت نبود. در سال‌های بین دو جنگ، خانواده دِ کاستا در جنوب فرانسه و ایتالیا زندگی می‌کردند. آلفرد درست پیش از شروع جنگ جهانی دوم درگذشت، اما اتل به فعالیت خود به‌عنوان وکیل در لندن ادامه داد. اتل به‌طور تصادفی توسط یک وسیله نقلیه موتوری دچار حادثه شد و در ۱۴ اکتبر ۱۹۴۳، به دلیل شکستگی جمجمه در بیمارستان مونت ورنون در نورث‌وود، میدلسکس، انگلستان، درگذشت.

## میراث
جایزه اتل بنجامین برای زنان در سال ۱۹۹۷ توسط بنیاد حقوقی نیوزیلند تأسیس شد تا صدمین سالگرد پذیرش اتل بنجامین به‌عنوان نخستین وکیل زن در نیوزیلند را گرامی بدارد. از سال ۲۰۰۷، این جایزه به مبلغ ۲۰٬۰۰۰ دلار نیوزیلند هر سال به دو زن تعلق می‌گیرد. دریافت‌کنندگان پیشین این جایزه شامل کلودیا گایرینگر (۲۰۰۱) و جسیکا پالمر (۲۰۰۴) هستند.
محلی به نام «اتل بنجامین پلیس»، یک خیابان بن‌بست در مقابل کتابخانه مرکزی دانشگاه اوتاگو، به افتخار این وکیل، در سالگرد صد سالگی حق رأی زنان در سال ۱۹۹۳ نامگذاری شد.

## مطالعه بیشتر
- Brown, Carol (1985). Ethel Benjamin, New Zealand's first woman lawyer (BA(Hons)). Dunedin: University of Otago. hdl:10523/2757.